# 정태수 (1923년)
정태수(1923년 9월 23일 (음력 8월 13일) ~ 2018년 12월 1일)는 한보그룹 회장을 지낸 대한민국의 기업인이다. 본관은 해주.

## 생애
1923년 경상남도 진주에서 정용석과 황맹옥의 1남 3녀 중 장남으로 태어났다. 진주농림고등학교를 나왔다. 세무 공무원을 하다가 한보상사를 설립하고 건설업으로 돈을 많이 벌었다. 한보철강의 창립자로 은마아파트를 건설했으며, 시베리아 가스전 개발과 당진제철소를 건설하다가 도산하여 1997년 IMF 위기 현장의 주인공이 되기도 했다. 1997년 5월 공금횡령 및 뇌물수수 혐의로 징역 15년을 선고받았고, 청문회에서 거침없는 발언으로 주목을 받았다.
선고이후 5년 5개월 동안 복역하다가, 2002년 10월 고혈압과 협심증을 이유로 병보석으로 석방되었다. 2005년 강릉영동대학의 교비 72억원을 횡령하여 또 잡혔고, 1심에서 징역 3년 형을 선고 받았다. 그리고 2심 재판 도중 2007년 병 치료를 이유로 일본으로 건너갔고, 거기서 그대로 해외로 도피했다. 2018년 12월 1일 에콰도르에서 사망한 것으로 검찰은 확인했다.

## 경력
- 1992~1997 한보그룹 총회장
- 1992~ 대한하키협회 명예회장
- 1980~1991 한보철강 대표이사 회장
- 1986년 한국주택사업협회 부회장
- 1984년 아시아하키연맹 부회장
- 1984~1992 대한하키협회 회장
- 1982~1991 한보탄광 대표이사 회장
- 1981년 한보그룹 회장
- 1980년 서울시육상경기연맹 회장
- 1979년 한보종합건설 대표이사 회장
- 1976~1991 한보주택 대표이사 회장
- 1974년 한보상사 회장
- 1951~1974 세무 공무원 근무

## 상훈
- 금탑산업훈장
- 대한민국 체육훈장 청룡장
- 일급독립 공로훈장 (요르단최고훈장)

## 같이 보기
- 한보철강
- 한보그룹